# 中突蛛亞目
中突蛛亞目（學名：Mesothelae），又名中紡亞目或古疣亞目，是一個蜘蛛的亞目，包括已滅絕的Arthrolycosidae、Arthromygalidae和現存的節板蛛科。

## 特徵
中突蛛亞目是所有其他現代蜘蛛的姊妹群，具有原始的特徵。現存的中突蛛亞目都有較窄的胸板，祖徵包括在背部和腹部吐絲器有背片、腹部分节、没有毒腺、共有四對吐絲器。它們像原蛛亞目般有兩對書肺。
七紡器蛛科最初是一個獨立的科，但現归类為節板蛛科下的亞科。七紡器蛛亞科與其他中突蛛亞目不同，並不會在其洞穴外築蜘蛛網。另外，它們也有一對精子袋，其觸肢器上有引導器。

## 分佈
中突蛛亞目下現存的節板蛛科分佈在緬甸、泰國、馬來西亞及蘇門答臘。七紡器蛛科分佈在越南、中國華東及日本南部。

## 大眾文化
BBC製作的《與巨獸同行》有描繪一隻大如人頭的中突蛛亞目物種，但这是制片方根据原型蛛鲎属虚构的。